# Interahamwe

Interahamwe vlag

De Interahamwe (letterlijk vertaald uit het Kinyarwanda: "Zij die samen staan" of "zij die samen vechten") was de belangrijkste militie gevormd door (extremistische) Hutu's tijdens de genocide van 1994 in Rwanda. Samen met een kleinere militie (Impuzamugambi) zijn ze verantwoordelijk voor meer dan 800.000 doden. Vooral het Hutu-radiostation "Radio Télévision Libre des Mille Collines (RTLM)", de zogenaamde "Hutu-power-radio", zweepte de Hutu's op tot haat tegen de Tutsi's en de gematigde Hutu's. 
Na de bevrijding van Rwanda door het Rwandees Patriottisch Front, gevormd door Tutsi-rebellen, gingen veel Interahamwe naar buurlanden waar ze de controle overnamen in de vluchtelingenkampen.

## Trivia
- in de film Hotel Rwanda wordt de naam consistent fout gespeld als 'Interhamwe'.